# Памятник Лессингу
Памятник Лессингу (нем. Lessing-Denkmal) находится в Берлине на улице Леннештрассе в юго-восточной части Большого Тиргартена. Представляет собой скульптурный портрет Лессинга в полный рост на постаменте с фонтанными чашами, барельефами и аллегорическими бронзовыми скульптурами имеет в высоту семь метров.
В 1863 году было принято решение о возведении в Берлине памятника трём выдающимся представителям германского духа: Фридриху Шиллеру, Иоганну Вольфгангу Гёте и Готхольду Эфраиму Лессингу. Этот проект не был осуществлён. Памятник Шиллеру, установленный на площади Жандарменмаркт, Рейнгольд Бегас создал в 1868—1871 годах, памятник Гёте работы Фрица Шапера был торжественно открыт в Тиргартене в 1880 году.
В 1886 году комитет, возглавляемый Карлом Робертом Лессингом, объявил конкурс на проект памятника Лессингу. Инициатором стал внучатый племянник поэта и основной собственник газеты Vossische Zeitung, для которой в 1751—1755 годах писал его предок. В конкурсе приняли участие 27 скульпторов. По его результатам заказ на памятник получил Отто Лессинг, племянник председателя комитета и успешный скульптор. Ему пришлось внести в свой проект изменения: постамент предложенного Лессингом памятника показался заказчикам слишком простым. По желанию императора Вильгельма I, ознакомившегося с эскизами, с тыльной стороны постамента убрали скульптуру сфинкса. Работа над памятником продолжалась в 1887—1890 годах, церемония открытия состоялась 14 октября 1890 года. За успешную работу Отто Лессингу было присвоено профессорское звание.
Высота скульптуры поэта из белого мрамора составляет три метра. Пьедестал из серого и постамент из красного гранита вместе составляют по высоте четыре метра. Скульптуры и надписи на постаменте выполнены из бронзы. В средней части постамента расположены четыре асимметрично обрамлённых картуша: на лицевой стороне памятника — имя Готхольд Эфраим Лессинг, на остальных трёх сторонах — барельефы голов Мозеса Мендельсона, Эвальда Христиана фон Клейста и Кристофа Фридриха Николаи. Философ, поэт и издатель были друзьями и духовными соратниками Лессинга.
Под картушами с лицевой и тыльной сторон памятника установлены аллегорические скульптуры, несущие дополнительный символический смысл. Перед памятником под именем Лессинга находится юноша в образе гения гуманности с огненной жертвенной чашей, арфой и лавровым венком, опирающийся на скрижаль с наиболее важными фразами из сказки о трёх кольцах из «Натана Мудрого». За спиной Лессинга установлена аллегория критики — крылатый мальчик с совой, символом мудрости, на львиной шкуре, размахивающий плетью в окружении книг, свитков. Слева и справа от памятника гаргульями над небольшими чашами размещались бронзовые головы дельфинов, выполненные в гротескной форме.
Памятник Лессингу неоднократно пострадал от вандализма и воровства. В 1923 году был украден хвост бронзовой львиной шкуры, позднее его восстановили. Во время Второй мировой войны были сняты и предположительно переплавлены чугунные детали: ограждение, скамейки и цветочная кадка. Портретные барельефы и гаргульи исчезли после войны. В 1961 году памятник оказался в непосредственной близости от Берлинской стены на заброшенной и неохраняемой территории. Оставшиеся бронзовые детали во избежание утраты были сняты и находились на хранении вплоть до падения Берлинской стены.
Реставрация памятника началась ещё в 1987 году, основные работы проводились в 1991—1992 годах. Памятник Лессингу обрёл свой изначальный облик. После реставрации памятник опять стал жертвой воров и лишился гаргулий и плети критики. Вандалы неоднократно обливали памятник и бронзовые фигуры у постамента краской.